# Diocesi di Tuticorin
La diocesi di Tuticorin (in latino Dioecesis Tuticorensis) è una sede della Chiesa cattolica in India suffraganea dell'arcidiocesi di Madurai. Nel 2022 contava 439.200 battezzati su 2.811.000 abitanti. È retta dal vescovo Stephen Antony Pillai.

## Territorio

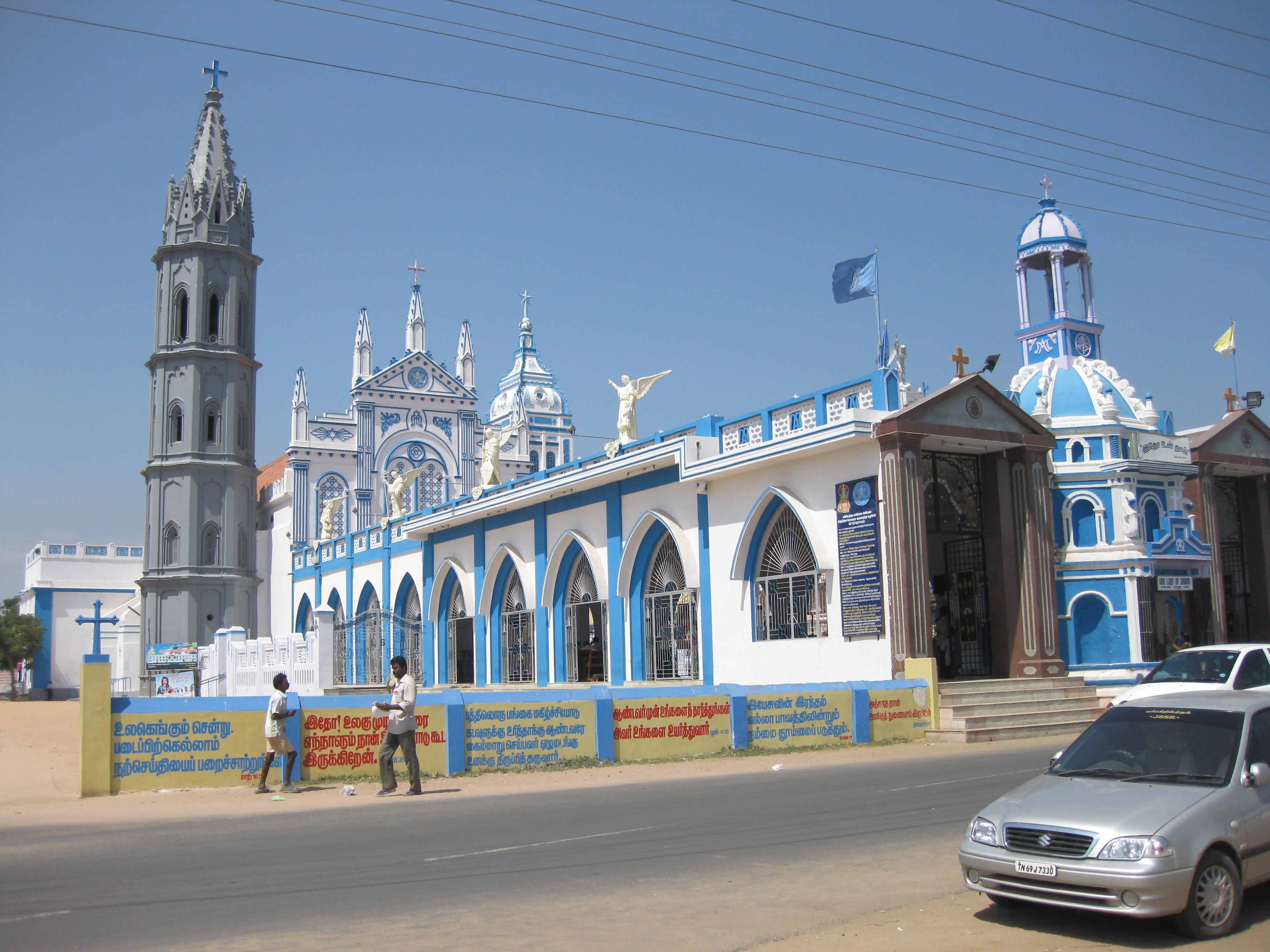
La basilica minore di Nostra Signora della Neve di Thoothukudi.

La diocesi comprende  la maggior parte del distretto di Thoothukudi, quasi la metà del distretto di Tirunelveli e una piccola porzione del distretto di Kanyakumari nella parte meridionale dello stato indiano del Tamil Nadu.
Sede vescovile è la città di Thoothukudi, nota anche come Tuticorin, dove si trovano la cattedrale del Sacro Cuore di Gesù e la basilica minore di Nostra Signora della Neve.
Il territorio è suddiviso in 118 parrocchie.

## Storia
La diocesi è stata eretta il 12 giugno 1923 con il breve Cum religio catholica di papa Pio XI, ricavandone il territorio dalla diocesi di Trichinopoly (oggi diocesi di Tiruchirapalli). Originariamente era suffraganea dell'arcidiocesi di Bombay.
Il 3 luglio 1929 passarono sotto la giurisdizione dei vescovi di Tuticorin cinque parrocchie che fino ad allora dipendevano dai vescovi di São Tomé di Meliapore in virtù dei diritti del padroado portoghese.
Il 19 settembre 1953 è entrata a far parte della provincia ecclesiastica di Madurai.

## Cronotassi dei vescovi
Si omettono i periodi di sede vacante non superiori ai 2 anni o non storicamente accertati.
- Francis Tiburtius Roche, S.I. † (12 giugno 1923 - 26 giugno 1953 deceduto)
- Thomas Fernando (26 giugno 1953 succeduto - 23 novembre 1970 nominato vescovo di Tiruchirapalli)
- Ambrose Mathalaimuthu † (30 agosto 1971 - 6 dicembre 1979 nominato vescovo di Coimbatore)
- Siluvaimathu Teresanathan Amalnather (29 novembre 1980 - 8 dicembre 1999 dimesso)
- Peter Fernando † (8 dicembre 1999 succeduto - 22 marzo 2003 nominato arcivescovo di Madurai)
- Yvon Ambrose (1º aprile 2005 - 17 gennaio 2019 ritirato)
- Stephen Antony Pillai, dal 17 gennaio 2019

## Statistiche
La diocesi nel 2022 su una popolazione di 2.811.000 persone contava 439.200 battezzati, corrispondenti al 15,6% del totale.
| anno | popolazione | popolazione | popolazione | presbiteri | presbiteri | presbiteri | presbiteri                | diaconi | religiosi | religiosi | parrocchie |
| anno | battezzati  | totale      | %           | numero     | secolari   | regolari   | battezzati per presbitero | diaconi | uomini    | donne     | parrocchie |
| ---- | ----------- | ----------- | ----------- | ---------- | ---------- | ---------- | ------------------------- | ------- | --------- | --------- | ---------- |
| 1950 | 110.000     | 1.500.000   | 7,3         | 76         | 72         | 4          | 1.447                     |         | 16        | 240       | 45         |
| 1969 | 152.240     | 1.898.068   | 8,0         | 84         | 76         | 8          | 1.812                     |         | 8         | 523       | 52         |
| 1980 | 198.800     | 1.826.000   | 10,9        | 103        | 95         | 8          | 1.930                     |         | 59        | 694       | 48         |
| 1990 | 271.362     | 1.866.362   | 14,5        | 143        | 134        | 9          | 1.897                     |         | 54        | 675       | 73         |
| 1999 | 314.350     | 2.592.000   | 12,1        | 145        | 134        | 11         | 2.167                     |         | 65        | 690       | 78         |
| 2000 | 317.370     | 2.598.200   | 12,2        | 148        | 138        | 10         | 2.144                     |         | 62        | 696       | 82         |
| 2001 | 325.170     | 2.618.410   | 12,4        | 160        | 145        | 15         | 2.032                     |         | 67        | 696       | 87         |
| 2002 | 330.200     | 2.625.400   | 12,6        | 158        | 145        | 13         | 2.089                     |         | 72        | 698       | 90         |
| 2003 | 340.000     | 2.715.000   | 12,5        | 171        | 154        | 17         | 1.988                     |         | 67        | 696       | 95         |
| 2004 | 348.000     | 2.765.000   | 12,6        | 164        | 146        | 18         | 2.121                     |         | 68        | 605       | 103        |
| 2010 | 421.820     | 2.590.000   | 16,3        | 198        | 168        | 30         | 2.130                     |         | 59        | 702       | 106        |
| 2014 | 435.000     | 2.732.000   | 15,9        | 213        | 186        | 27         | 2.042                     |         | 64        | 730       | 111        |
| 2017 | 429.610     | 2.702.123   | 15,9        | 218        | 186        | 32         | 1.970                     |         | 51        | 723       | 115        |
| 2020 | 436.251     | 2.776.200   | 15,7        | 240        | 199        | 41         | 1.817                     |         | 74        | 765       | 117        |
| 2022 | 439.200     | 2.811.000   | 15,6        | 245        | 201        | 44         | 1.792                     |         | 81        | 769       | 118        |